# Ghețar
Un ghețar reprezintă o masă enormă de gheață persistentă, formată în regiunile polare (vedeți, ghețar continental și ghețar de calotă) și alpine (ghețar alpin), care, sub influența gravitației, se deplasează lent în lungul văilor sau pe pante. Suprafața ocupată de ghețarii actuali (circa 16,3 milioane km²) reprezintă 11% din suprafața uscatului.
Din ghețarii continentali adiacenți mărilor și oceanelor se desprind continuu porțiuni întinse, devenind ghețari plutitori, cunoscuți sub denumirea de aisberguri.
Formarea sau topirea ghețarilor produce glacioeustatism. 

## Formare

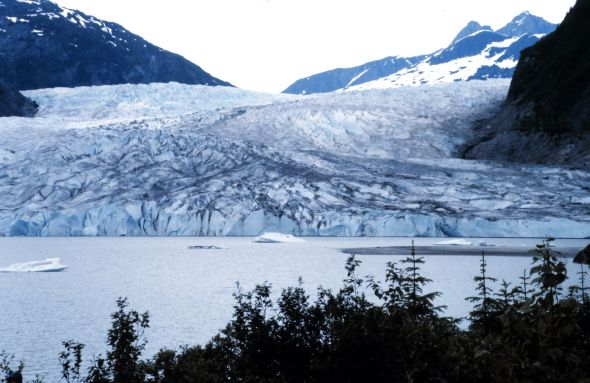
Ghețarul Mendenhall din Alaska.

Ghețarii se formează în regiuni unde ninge tot timpul anului și masa mare de zăpadă rezultată nu se poate topi. Prin acumularea unei cantități suficient de mare de zăpadă, se produce un fenomen de transformare sau metamorfozare a acestea. Zăpada proaspăt căzută este afânată cu cristale mici de gheață și goluri mici de aer, dar straturile mai profunde sunt comprimate de greutatea straturilor superficiale de zăpadă.
În decursul anilor, masa de zăpadă, căreia i se adaugă continuu alte straturi, suferă o transformare lentă devenind progresiv mai densă, cu cristale mai mari de gheață. Comprimarea în continuare a straturilor inferioare produce o mărire mai accentuată a densității, care produce structura caracteristică a ghețarului. Acesta, ajuns la o anumită masă critică, va începe să se deplaseze lent, dar semnificativ în timp, sub acțiunea greutății sale determinând fisuri sau crăpături profunde în propria sa structură.
Structura topografică a reliefului determină viteza de deplasare și forma ghețarului. Dacă panta este suficient de accentuată, apare o așa-numită limbă a ghețarului, care este partea acestuia care determină "curgerea" sau alunecarea sa. În decursul curgerii sale, ghețarul exercită o puternică acțiune de eroziune a formei de relief pe care o străbate. Tot ceea ce ghețarul transportă în decursul alunecării sale devine parte a sa. Astfel materialele ca fragmente de roci transportate sunt numite morene.
Ghețarii de suprafață din zonele situate la altitudini mai joase sunt supuși fenomenelor periodice de topire și reînghețare, spre deosebire de ghețarii situați în munții înalți, sau în zonele polare, unde procesul de topire este foarte redus, ceea ce generează formarea de ghețari uriași.
Procesul de încălzire a climei Pământului din actuala epocă istorică a contribuit mult la reducerea numărului și masei ghețarilor.

## Caracterisici

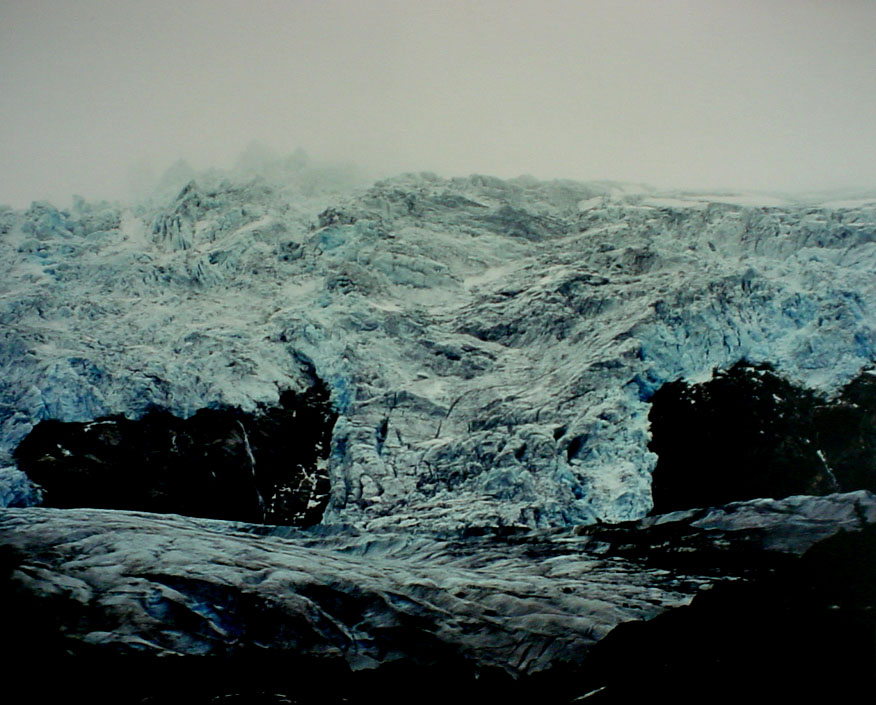
Buarbreen, limba ghețarului de lângă Folgefonna, Norvegia, are nuanțe albăstrui

Gheața pură a unui ghețar fără incluziuni este alcătuită din straturi subțiri de câțiva centimetri de gheață transparentă. Când cristalele de gheață nu-și schimbă poziția un timp îndelungat, ghețarul își păstrează structura grunjoasă inițială. În cazul lacurilor glaciare, care încă mai conțin porțiuni din ghețari care le-au dat naștere, cristalele de gheață sunt mai lungi. Densitatea ghețarilor poate atinge valori până la 0,918 g/cm³, la incluziuni mai numeroase de aer având o densitate mai mică. Pentru comparație densitatea pulberii de zăpadă este numai de 0,918 g/cm³.
Prin greutatea proprie va fi intens comprimată, reducându-se golurile cu aer din gheață, datorită acestui proces vor fi,cu excepția culorii albastre, toate spectrele de culoare a luminii albe absorbite, și va fi reflectată numai culoarea albastră, determinând culoarea ghețarului.
Fiecare ghețar are o zonă de alimentare acolo unde se acumulează gheața, de unde se va deplasa sub formă de limba ghețarului spre văi mai adânci cu o temperatură a aerului mai ridicată unde se topește, această zonă fiind numită poarta ghețarului, iar torentul de apă provenit din topirea gheții este numit laptele ghețarului. 
In zonele polare, ghețarii sunt în alte condiții climatice, aici ghețarii se întind până la țărmul mării unde iau naștere iceberguri prin ruperea și luarea de curenții marini unor blocuri mari de gheață.

## Forme de ghețari

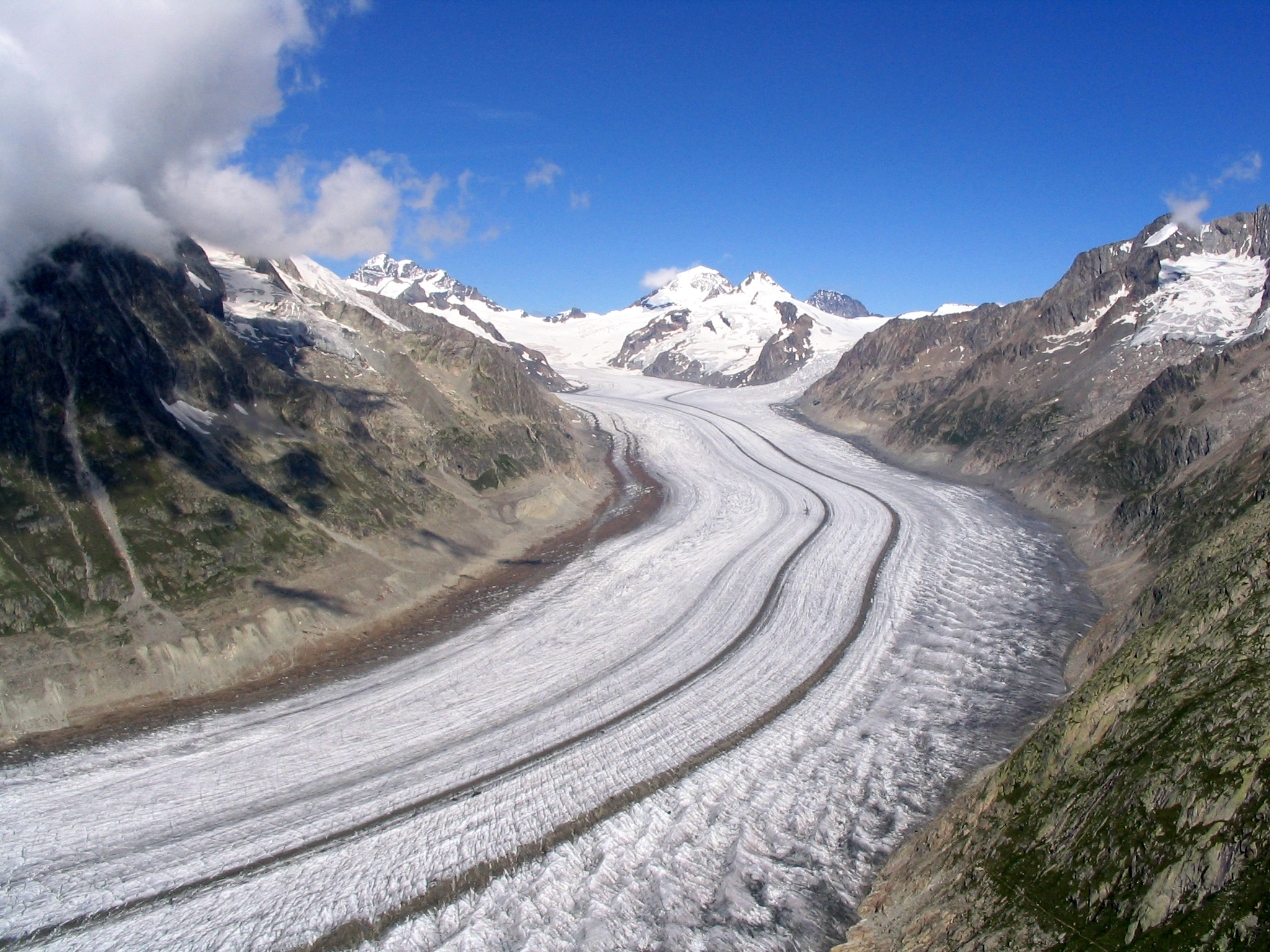
Ghețar într-o vale se pot vedea morenele din ghețarul Grosser Aletschgletscher)

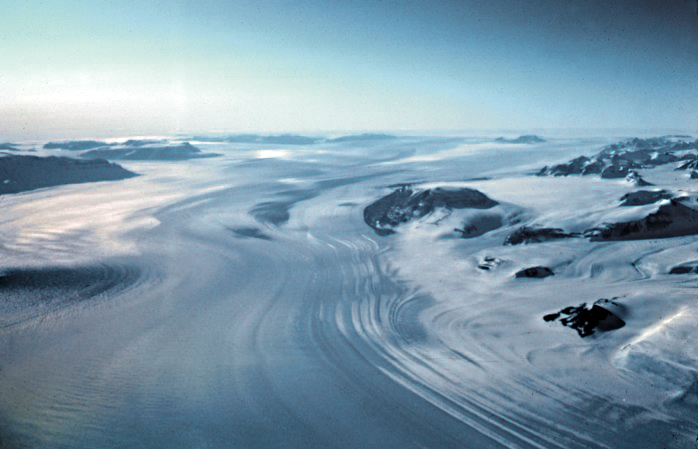
Ghețar in Antarctica

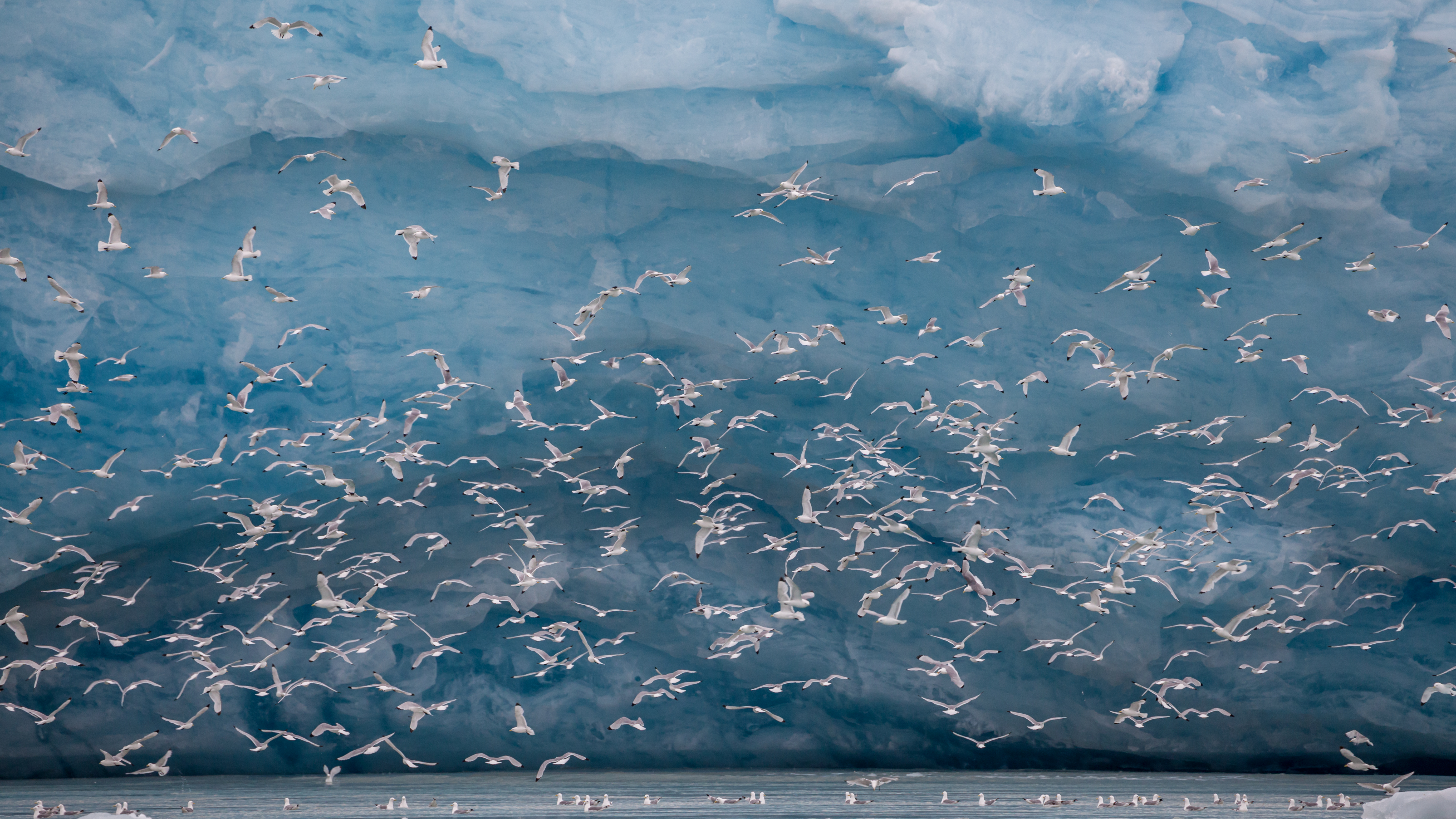
Colonie de păsări marine hrănindu-se lângă un ghețar, Svalbard

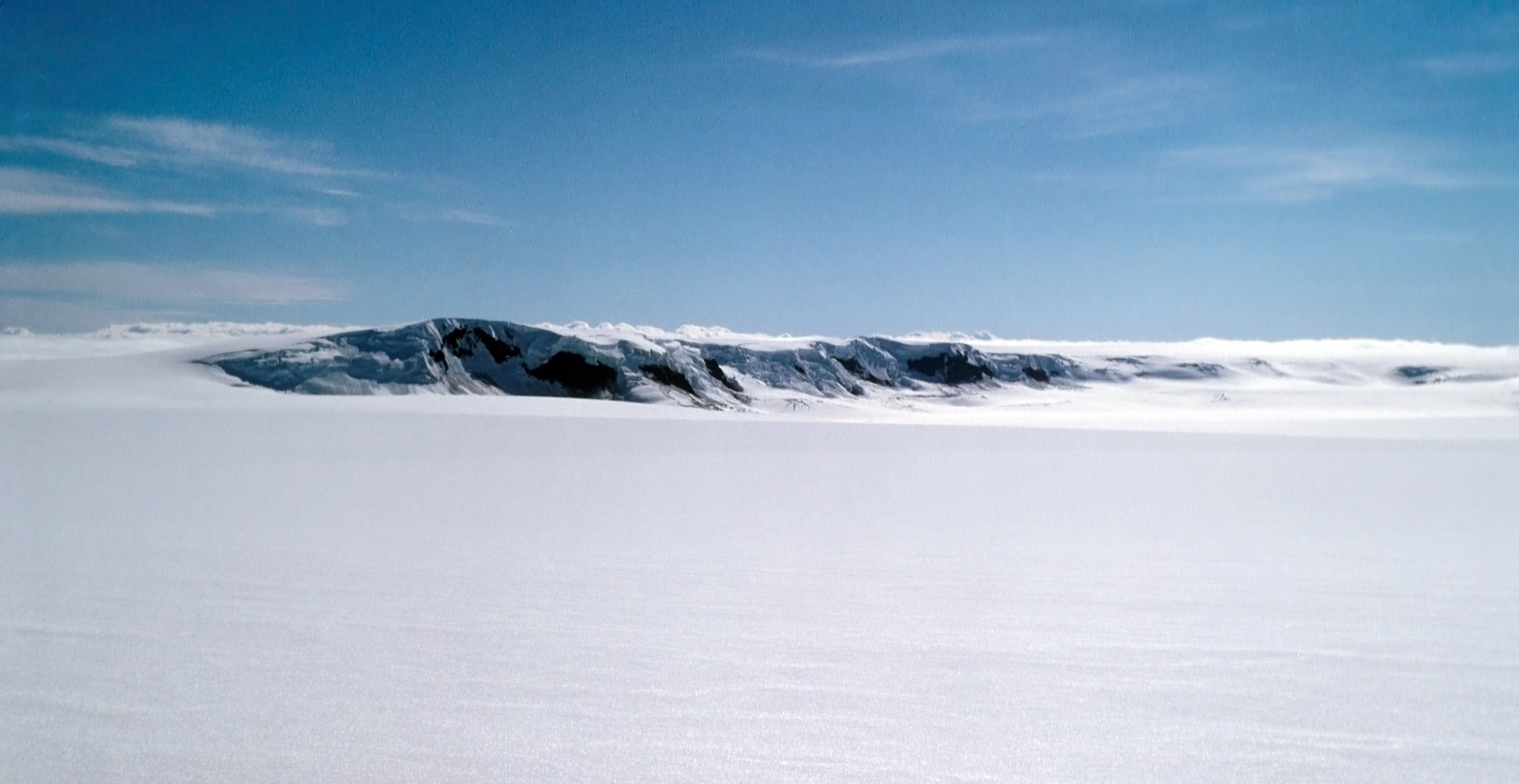
Grímsvötn in Vatnajökull, un ghețar sub formă de platou, Islanda

După modul și locul de formare se disting mai multe tipuri:
- Ghețarii de vale sunt ghețari care, având o masă mai mare, se pot deplasa aval prin acțiunea forței de gravitație, viteza de curgere fiind mai mare vara (ex. Aletschgletscher, cel mai lung ghețar din Munții Alpi, Elveția care, în 2002, avea 23,6 km).
- Ghețar-Kar de dimensiuni mici care se formează în văi ferite de soare, având limba ghețarului evidentă, neputând-se delimita clar de Ghețarii de vale.
- Ghețar de coastă
- Ghețar-suspendat sunt ghețari care atârnă suspendat pe marginea unui platou stâncos, sunt rari.
- În Munții Alpi apare fenomenul de fluvii de gheață care prin supraproducție, gheața depășește flancurile văii.
- Ghețar-calotă sunt cei mai mari ghețari de pe glob calota glaciară având o suprafață de peste 50.000 km², acoperind complet sub gheață relieful regiunii, se află în regiunile polare. Din acești ghețari se desprind în mare aisberguri (ex: Vatnajökull).

## Articole pe teme de glaciologie
- Aisberg
- Alpii înalți
- Antarctica
- Arctica
- Ablație (fenomen)
- Balanța masei unui ghețar
- Banchiză
- Calotă glaciară
- Calotă polară
- Circ glaciar
- Climatul calotelor polare
- Criosferă
- Gheață
- Ghețar
- Glaciologie
- Încălzirea globală
- Înzăpezire
- Lac glaciar
- Linia arborilor
- Linia înghețului
- Linia de îngheț (astrofizică)
- Listă de țări în care ninge
- Morenă
- Nivologie
- Sculptura în gheață
- Spărgător de gheață
- Zăpadă
- Zonă de ablație
- Zonă de acumulare